# At-Tuwani
At-Tuwani (àrab: ﺍﻟتوﺍﻧﻲ, at-Tawānī) és una vila palestina de la governació d'Hebron, a Cisjordània, al sud de la Muntanya d'Hebron. Molts dels residents del poble viuen en coves. El poble està situat al sud-est de Yatta. Aproximadament a un kilòmetre es troba Tel Tuwani, prop de l'assentament israelià de Ma'on. Es produeixen disputes freqüents entre els residents d'At-Tuwani i els colons per terra, carreteres i recursos hídrics. Segons l'Oficina Central Palestina d'Estadístiques tenia 431 habitants el 2016.

## Història
S'ha trobat ceràmica romana d'Orient a Khirbet a-Tuwani.
El poble d'at-Tuwani està construït sobre les ruïnes de Khirbet at-Tuwani. En una enquesta arqueològica realitzada el 1968 es van observar diversos edificis i tanques; s'hi van trobar algunes restes de ceràmica de l'era romana d'Orient i medieval La majoria de les troballes arqueològiques van ser eliminades. El 2011, una excavació arqueològica dirigida per l'autoritat israeliana ha trobat restes d'una església que data de l'època romana d'Orient, però no hi ha evidències que l'edifici sigui una sinagoga. Avui, el poble consta principalment de cases antigues de l'època otomana, sovint es construeixen sobre les coves més antigues.
En 1883 el Survey of Western Palestine (SWP) del Fons per a l'Exploració de Palestina el lloc (anomenat Khürbet Tûâny) va ser descrit com:
| « | Fonaments i parets; un pou de maçoneria circular i tombes tallades en roca ara bloquejades. Es va trobar una pedra del llinda de 6 peus (1,8 metres) amb una tauleta alada sobre seu. Prop de la ruïna hi havia una premsa d'olives rodona, 7 peus (2.1 metres) de diàmetre, 10 polzades (250 mm) de fondària, amb una vora de 5 polzades (130 mm) de gruix. Es va tallar en una mena de plataforma enfonsada de la roca en directe, amb un sòcol per a un pol o pilar al centre de la premsa. | » |

A principis del segle xix, molts residents dels dos grans pobles de la zona del sud d'Hebron, Yatta i Dura van començar a emigrar a les ruïnes i coves de la regió i es van convertir en "pobles satèl·lit" (filles) de la ciutat mare. Les raons per a l'expansió eren la manca de sòl per a l'agricultura i la construcció a les ciutats mare, cosa que va provocar uns alts preus de la terra, la rivalitat entre els xamules de les ciutats mare que volien controlar més terra i recursos i ser un amortidor de seguretat, el que va dificultar les bandes de lladres per atacar els pobles de la mare. Les coves són utilitzades pels habitants locals com a residències, espais d'emmagatzematge i ovelles. L'afiliació entre els pobles satèl·lits i la ciutat mare es va mantenir. Mentre que alguns dels satèl·lits es van convertir en pobles permanents amb comunitats de centenars, altres van romandre assentaments temporals que van servir als pastors i fallāḥīn durant alguns mesos cada any. En 1981-82 es va estimar que unes 100-120 famílies habitaven permanentment en coves a la regió sud de Mont Hebron, mentre que hi vivien 750-850 famílies temporalment.
At-Tuwani tenia 127 habitants en el cens de Jordània de 1961. En el cens organitzat per Israel després de l'ocupació de Cisjordània en la Guerra dels Sis Dies la vila tenia 175 residents en 33 llars.
En 1994 es va establir un consell de vila de set membres per administrar els assumptes civils d'At-Tuwani i les veïnes de Faqra i Tuba. At-Tuwani actualment serveix com a centre de tipus per als dos llogarets i per a les 19 localitats beduïnes de Masafer Yatta.

## Aigua

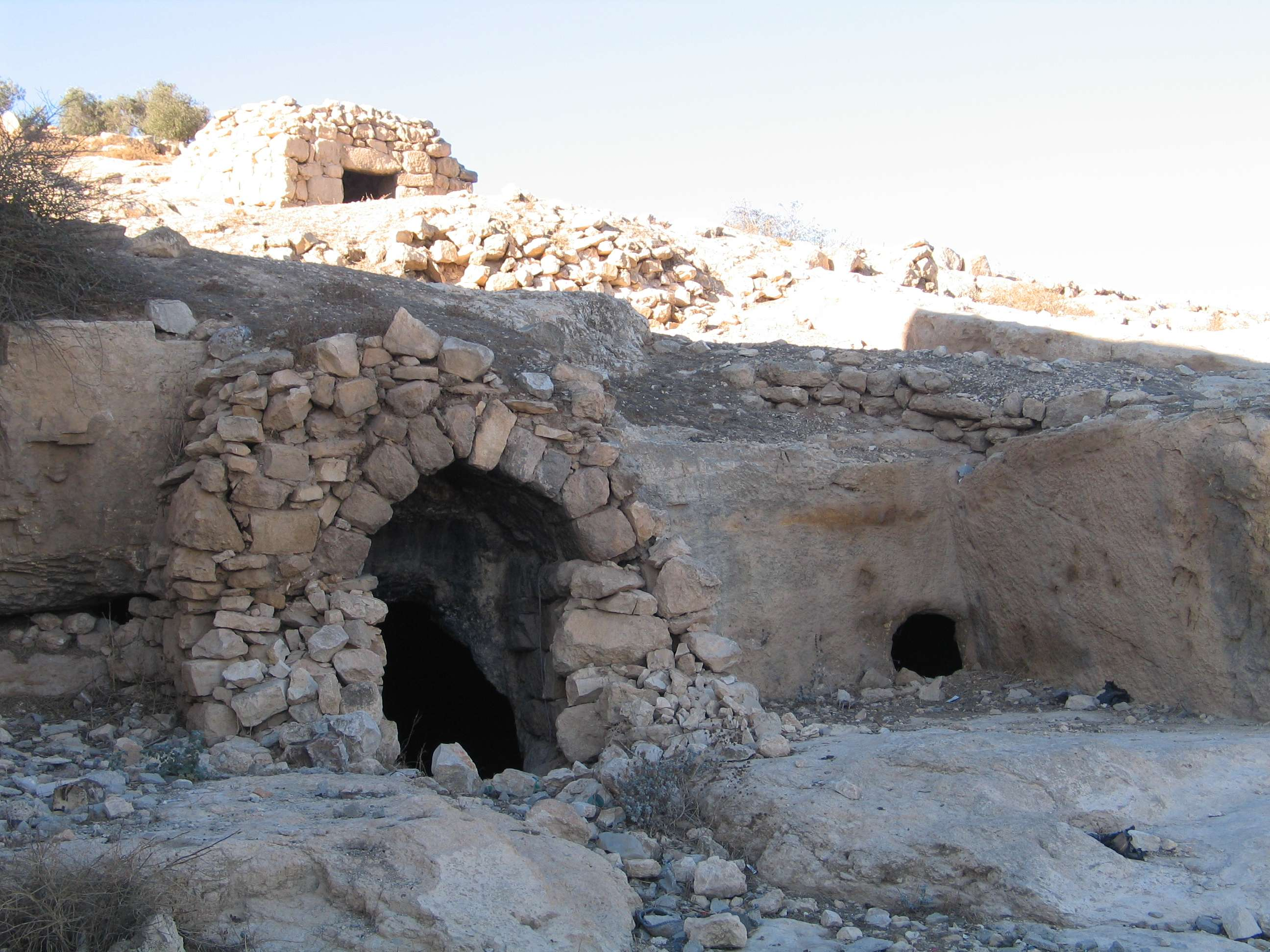
Cases-cova a at-Tawani

A partir de febrer de 2011 no hi ha aigua corrent al poble d'At-Tuwani, mentre que els assentaments israelians i els llocs avançats estan connectats al sistema d'aigua israelià. Els residents d'At-Tuwani sovint peticionen a l'administració militar israeliana i a l'Administració Civil israeliana, així com a la Comissió israeliana d'Aigua per proporcionar-los la infraestructura necessària.
L'Associació per a Drets Civils a Israel i l'Associació Bimkom - Planificadors per a Planificar Drets s'han unit recentment als esforços dels residents per demanar al viceministre de Defensa, Matan Vilnai, connectar el poble amb aigua corrent. El poble està situat a l'Àrea C sota els acords d'Oslo, i està subjecte a la jurisdicció israeliana per a totes les qüestions civils. Els diputats del Knesset Haim Oron (del Nou Moviment - Mérets) i Dov Khenin (del partit Hadaix) es van comprometre a demanar al Ministeri de Defensa d'Israel connectar el poble a l'aigua corrent. Uns dos mesos més tard, al juliol de 2010, l'Administració Civil va anunciar que el poble es connectaria a l'aigua corrent.
A més de mancar d'infraestructures d'aigua i aigua corrent, els residents d'At-Tuwani pateixen infraccions relatives als seus drets d'acolliment. La majoria de les cases i terrenys dels residents no estan inclosos en el pla director de l'Administració Civil d'Israel per a la regió, representada per autorització (encara no aprovada legalment). Diversos residents han presentat la seva objecció a aquest pla, i actualment estan lluitant per evitar la demolició de les seves cases a les seves terres, després que les cases dels vilatans hagin estat demolides en el passat.
Segons David Hirst, els habitants d'al-Amniyr, at-Tuwani i altres pobles que comprenen Susiya, són vistes com un catch-22. Si compleixen la llei, no poden construir cisternes i recopilar fins i tot l'aigua de pluja. Però si no treballen les seves terres, ho perden de totes maneres.

## Ocupació israeliana

### Assentaments israelians
El 1982, l'assentament de Ma'on es va construir a un costat de la carretera principal, l'única via viable, entre At-Tuwani i Tuba. A la fi de la dècada de 1990, els palestins que utilitzaven la carretera principal i altres terres properes van ser atacats cada vegada més per colons violents.
El 2001, els pobladors van construir un assentament il·legal, Havat Ma'on (també anomenat Hill 833 o Tel Abu Jundiya) a l'altre costat de la carretera. El 2003 els palestins van deixar d'utilitzar la carretera principal per complet. Els colons de Ma'on van tancar terres palestines privades per la carretera i ara utilitzen la terra per a usos agrícoles.
El 2005/2006, els colons van expandir una granja de pollastres al sud de Hill 833. El 2008, la localització va ser tancada, impedint el trànsit vehicular a la carretera. El 2009, les noves caravanes es van col·locar a prop de Ma'on, en un pendent al nord de la carretera i van establir els fonaments per a 12 edificis. El març de 2010, els pobladors van construir cases al nou assentament il·legal.